# Iso Laurinjärvi
Iso Laurinjärvi eller Luorinjärvi är en sjö i Finland. Den ligger i kommunen Kolari i landskapet Lappland, i den norra delen av landet, 800 km norr om huvudstaden Helsingfors. Luorinjärvi ligger 159,7 meter över havet. Arean är 16,3 hektar och strandlinjen är 2,54 kilometer lång. Sjön  ingår i Torne älvs huvudavrinningsområde.   I omgivningarna runt Iso Laurinjärvi växer i huvudsak barrskog.